# Sebastião Custódio de Sousa Teles
Sebastião Custódio de Sousa Teles (Faro, 27 juillet 1847 - Lisbonne, 7 juin 1921), plus connu sous le nom de Sousa Telles,  est un homme d'État et un militaire portugais, qui est brièvement Président du Conseil des Ministres (équivalent de l'actuel premier ministre) vers la fin de la monarchie constitutionnelle portugaise.